# خوان فرنسيسكو غارسيا بينيا
خوان فرنسيسكو غارسيا بينيا (بالإسبانية: Juan Francisco García Peña)‏ (1 أكتوبر 1989 بفوينخيرولا في إسبانيا - ) هو لاعب كرة قدم إسباني في مركز الهجوم. لعب مع إيسيخا بالومبيي وسبورتينغ غوا ونادي مالقا وUD San Pedro ‏ وUD Fuengirola Los Boliches ‏ ونادي ماربيا وAtlético Malagueño ‏ وUnión Estepona CF ‏.

## وصلات خارجية
- خوان فرنسيسكو غارسيا بينيا على موقع قاعدة بيانات كرة القدم.إي يو (الإنجليزية)
- خوان فرنسيسكو غارسيا بينيا على موقع Soccerway.com (الإنجليزية)
- خوان فرنسيسكو غارسيا بينيا على موقع عالم كرة القدم.نت (الإنجليزية)